# 제52회 인도 국제 영화제
제52회 인도 국제 영화제는 2021년 11월 20일에 열린 시상식이다.

## 수상 및 후보

### 작품상
- 링 완더링 - 카네코 마사카즈 수상

### 감독상
- 세이빙 원 후 워즈 데드 - 바클라프 카드른카 수상

### 여우주연상
- 샬롯 - 안젤라 몰리나 수상

### 남우주연상
- 고다바리 - 지텐드라 조쉬 수상

### 올해의 인물상
- 헤마 말리니 수상
- Prasoon Joshi 수상

### 데뷔 영화상
- 자호리 - 마리 알레산드리니 수상

### 심사위원특별상
- 더 퍼스트 폴른 - 레나타 카르발로 수상
- 고다바리 - 닉힐 마하잔 수상

### 특별언급
- 더 돔 - 로만 바스야노프 수상

### ICFT 유네스코상
- 링귀, 모녀는 용감했다 - 마하마트 살레 하룬 수상

### 공로상
- 마틴 스코세이지 수상
- 이스트반 자보 수상

### 데뷔영화 특별언급
- 더 웰스 오브 더 월드 - 시몬 파르리올 수상

### 국제 경쟁
- 애니 데이 나우 - 하미 라메잔
- 샬롯 - 시몬 프랭코
- 더 돔 - 로만 바스야노프
- 더 퍼스트 폴른 - 로드리고 데 올리베이라
- 인트레갈디 - 라두 문틴
- 랜드 오브 드림즈 - 시린 네샤트 외 1명
- 리더 - 카티아 프리비에지엔체프
- 마망 - 아라쉬 아니세
- 미 반트라오 - 니푼 애비나쉬 다마디카리
- 모스크바 더즈 낫 해픈 - 드미트리 페도로프
- 발 밑의 나락 - 모함마드 라비 므리다
- 원스 위 어 굿 포 유 - 브란코 슈미트
- 링 완더링 - 카네코 마사카즈
- 세이빙 원 후 워즈 데드 - 바클라프 카드른카
- 셈호르 - 에이미 바루아
- 베드...더 비저너리 - 라지브 파카시

### 미드-페스트
- 파워 오브 도그 - 650

### 아시아의 영혼
- 우연과 상상 - 하마구치 류스케
- 웨더 더 웨더 이즈 파인 - 카를로 프란시스코 Y. 마나타드
- 유니 - 카밀라 안디니
- 아헤드의 무릎 - 나다브 라피드
- 코스타 브라바, 레바논 - 무니아 알
- 오노다, 정글에서 보낸 10 000일 - 아더 하라리

### 페스티벌 칼레이도스코프
- 배드 럭 뱅잉 - 라두 주데
- 브라이튼 4TH - 르반 코구아슈빌리
- 6번 칸 - 유호 쿠오스마넨
- 깃털 - 오마르 엘 조하이리
- 아임 유어 맨 - 마리아 슈라더
- 레드 로켓 - 션 베이커
- 수어드 - 에이텐 아민
- 스펜서 - 파블로 라라인
- 더 스토리 오브 마이 와이프 - 일디코 엔예디
- 티탄 - 쥘리아 뒤쿠르노
- 사랑할 땐 누구나 최악이 된다 - 128328

### 월드 파노라마
- 1000 드림스 - 마라트 사룰루
- 어 필름 어바웃 커플스 - 오리올 에스트라다 외 1명
- 앱샌스 - 알리 모사파
- 오마르를 위하여 - 로이 크리스펠
- 아나이스 인 러브 - 샬린 부르주아-타케트
- 아스테라리움 - 아멘 H 아코피안
- 애틀랜타이드 - 유리 안카라니
- 베비아, 어 몽 슬 데서 - 주자 도브러치쿠스
- 베르히만 아일랜드 - 미아 한센-러브
- 그 남자는 타이타닉을 보고 싶지 않았다 - 티무 니키
- 더 북 오브 딜라이츠 - 마르셀라 로디
- 볼코노고프 대위 탈출하다 - 나타샤 메르쿨로바 외 1명
- 셀츠 - 밀리카 토모빅
- 클라라 솔라 - 나탈리 알바레즈 미에센
- 다크 매터 - 이만 타신
- 파더스 - 살렘 살라바티
- 더 자이언츠 - 보니파시오 앙기우스
- 소녀와 거미 - 라몬 취르허 외 1명
- 더 그래비디거스 와이프 - 카다르 아이데루스 아흐메드
- 더 게스트 - 아나 만세라
- 어 하이어 로 - 옥타브 첼라루
- 힌터랜드 - 슈테판 루조비츠키
- 홀리 아일랜드 - 로버트 멘손
- 휴머니제이션 - 지울리오 무시
- 아일런즈 - 마틴 에드랄린
- 램 - 발디마르 요한손
- 러브 송스 포 터프 가이스 - 사무엘 벤체트리트
- 루쯔 - 알렉스 카밀러리
- 미스 오사카 - 다니엘 덴식
- 나이트라이드 - 스티븐 핑글턴
- 닌자베이비 - 잉빌드 스베 플리케
- 견습공의 일주일 - 네우스 발루스
- 아워 파더 - 데이비드 판탈레온
- 아웃 오브 싱크 - 주안조 지멘네즈 페나
- 파티오 오브 일루젼 - 샹시 첸
- 프라이빗 디저트 - 알리 무리티바
- 프로미스 - 토마스 크루이트호프
- 라파엘라 - 티토 로드리게즈
- 더 레스트리스 - 조아생 라포스
- 라히노 - 올레 센초프
- 살룸 - 장 뤽 에르뷜로
- 더 씨드 - 미아 메이어
- 사일런트 랜드 - 아가 보츠진스카
- 스태프룸 - 소냐 타로킥
- 더 선 오브 댓 문 - 세타레 에스칸다리
- 재단사 니코스 - 소니아 리자 켄터맨
- 시험 - 샤우캇 아민 코르키
- 더 호텔 - 알렉산드르 바루예프
- 이노센트(영어판) - 에실 보그트
- 더 나이트 빌롱스 투 러버스 - 줄리언 힐모인
- 더 프리처 - 티토 자라 H.
- 더 레드 트리 - 조안 고메즈 엔다라
- 언발란스드 - 후안 발다나
- 왓 위 노우 - 조르디 누네즈

### 회고전
- 파멸 - 벨라 타르
- 패밀리 네스트 - 벨라 타르
- 첫번째 선생 - 안드레이 콘찰로프스키
- 아웃사이더 - 벨라 타르
- 파라다이스 - 안드레이 콘찰로프스키
- 더 포스트맨즈 화이트 나잇츠 - 안드레이 콘찰로프스키
- 폭주 기관차 - 안드레이 콘찰로프스키
- 토리노의 말 - 벨라 타르
- 엉클 반야 - 안드레이 콘찰로프스키
- Avargal - K. 블라챈더
- Chaal Baaz
- Katha Sangama

### 스페셜 트리뷰트
- 007 위기일발 - 테렌스 영
- 007 골드핑거 - 가이 해밀턴
- 붉은 10월 - 존 맥티어난
- 언터처블 - 브라이언 드 팔마
- 007 두번 산다 - 루이스 길버트

### 하미지
- 올 더 머니 - 리들리 스콧
- 고흐, 영원의 문에서 - 줄리안 슈나벨
- 바드하이 호 - 아미트 샤르마
- 네 멋대로 해라 - 장 뤽 고다르
- 데브다스 - 산제이 릴라 반살리
- 인카르 - 라즈 N. 스피
- 칼푸루시 - 비디 다스굽타
- 나아누 아바날라...아발루 - B.S.링가데바루
- 라자쿠마라 - 산토쉬 아난드람
- 시골의 어느 하루 - 베르트랑 타베르니에

### SATYAJIT RAY CLASSICS
- 불굴의 인간 - 사티야지트 레이
- 뮤직 룸 - 사티야지트 레이
- Company Limited - 사티야지트 레이

### 컨트리 포커스
- 아나 - 루시아 무라트
- 아난디 고팔 - 사미르 비드완스
- 비포 아이 포겟 - 티아고 아라킬리안
- 아수란 - 베트리 마란
- 바라캇 - 마농 남무르
- 눈먼 자들의 도시 - 페르난도 메이렐레스
- 디아 데 로스 뮤에르토스 - 빅토르 리자코프
- 닥터 리자 - 옥사나 카라스
- 하이, 맘 - 지아 링
- 칼리라 아티타 - 닐라 마드합 판다
- 케디본 - 토마스 구메데
- 어 리틀 레드 플라워 - 한 얀
- 마이 피플, 마이 홈랜드 - 닝하오
- 오데사 - 발레리 토도로브스키
- 자전거 여행 - 마우로 다디오
- 레바 - 라훌 비홀
- 선스 오브 더 씨 - 존 구티에레즈
- T-34 - 알렉세이 시도로프
- 그레이트 월 - 장이머우
- 더 선 어보브 미 네버 셋츠 - 류보프 보리소바
- 더 웨이러 보이 - 필립 유르예프
- 척살소설가 - 루양
- 현장법사: 서유기의 시작 - 후오지엔치

### 특별전
- 인트로덕션 - 홍상수
- Welcome to Siegheilkirchen - Santiago Lopez JoverMarcus H. Rosenmuller

### 인도영화 - 장편
- 21st Tiffin - 비제이기리 바바
- 아비자안 - 파람브라타 샤터지
- ACT-1978 - 만주나타 S.
- 알파 베타 감마 - 샨카 스리쿠마르
- 니탄토이 사하지 사랄 - 새트라비트 폴
- 더 클라우드 & 더 맨 - 아비난단 배너지
- 바가바다쭈크암 - 야두 비자야크리시난
- 페블스 - 비노스래지 P.S.
- 사탕수수의 맛 - 아난스 나라얀 마하데반
- 붐바 라이드 - 비스와짓 보라
- 돌루 - 사가르 푸라니크
- 에이트 다운 투판 메일 - 아크리티 싱
- 퓨너럴 - 비벡 라젠드라 듀비
- 냇얌 - 레반스 쿠마르 코루콘다
- 고다바리 - 닉힐 마하잔
- 니와스 - 메훌 아가자
- 시간의 집 - 라즈딥 폴
- 미 반트라오 - 니푼 애비나쉬 다마디카리
- 닐리 하키 - 가네시 헤그데
- 트리 풀 오브 패러츠 - 자야라즈
- 셈호르 - 에이미 바루아
- 시조우 - 비샬 P. 찰리하
- 써니 - 란지스 샹카르
- 탈레단다 - 프라빈 크루파카르

### 인도영화 - 비장편
- 바블루 바빌론 세 - 압히지트 사티
- 바달 시르카 & 디 앨터내티브 씨어터 - 아쇼크 비스와나탄
- Bharat, Prakriti Ka Balak - Shri Ramji OM 외 1명
- 가즈라 - 비닛 샤르마
- 간가 푸트라 - 자이 프라카시
- 주갈반디 - 체탄 바쿠니
- 머머스 오브 더 정글 - 소힐 베이디아
- 나드-더 사운드 - 아브히트 A. 폴
- 더 노커 - 아난스 나라얀 마하데반
- 사인바리 투 산데쉬칼리 - 상가미트라 초드후리
- 선팻 - 라훌 라와트
- 서마운팅 챌린지스 - 샌티스 판데
- 스윗 비리야니 - 제이야챈드라하시미 쿠마르산크
- 틴 애디웨이 - 수바시 사후
- 베드...더 비저너리 - 라지브 파카시
- 베랑가나 - 우트팔 두타
- 더 스펠 오브 퍼플 - 프라체 바하니아
- 위치 - 재키 R 발라
- 백스테이지 - 립카 싱 다라이
- 파붕 샴 - 하오밤 파반 쿠마르

### 신인감독상 후보작
- 돌루 - 사가르 푸라니크
- 퓨너럴 - 비벡 라젠드라 듀비
- 마고아도 - 루벤 사인즈
- 마망 - 아라쉬 아니세
- 팩 오브 쉽 - 드미트리스 카넬로풀로스
- 레인 - 야노 주겐스
- 서마운팅 챌린지스 - 샌티스 판데
- 돌루 - 사가르 푸라니크
- 스윗 디재스터 - 로라 레무스
- 더 웰스 오브 더 월드 - 시몬 파르리올
- 자호리 - 마리 알레산드리니

### ICFT 유네스코
- 21st 티핀 - 비제이기리 바바
- 커미트먼트 하산 - 세미 카플라노글루
- 킬링 더 유너크 칸 - 아베드 아베스트
- 링귀, 모녀는 용감했다 - 마하마트 살레 하룬
- 나이트 포레스트 - 안드레 회어만 외 1명
- 페블스 - 비노스래지 P.S.
- 도쿄 쉐이킹 - 올리비에 페이용
- 트리 풀 오브 패러츠 - 자야라즈
- 웬 폼그래넛츠 하울 - 그라나즈 무싸비
- 사인바리 투 산데쉬칼리 - 상가미트라 초드후리
- 나드-더 사운드 - 아브히트 A. 폴

### 마스터 프레임스
- 괜찮아, 잘 될 거야 - 프랑소와 오종
- 당신얼굴 앞에서 - 홍상수
- 메모리아 - 아피찻퐁 위라세타쿤
- 페러렐 마더스 - 페드로 알모도바르
- 수잔나 앤들러 - 브누와 쟉꼬
- 톰 메디나 - 토니 갓리프

### 더 곤 스토리
- 디코스타 하우스 - 지텐드라 시케르카르
- 가간 - 브리제시 카코드커
- 금파초 다레요 - 하이만수 싱
- 리미츠 - 바드한 카마트
- 폴 10 - 수닐 레반카르

### 심사위원 패키지
- 크라잉 게임 - 닐 조단
- 뱀의 포옹 - 치로 구에라
- 버려진 땅 - 비묵티 자야순다라
- 내 이름은 칼람 - 닐라 마드합 판다
- 블루 베일드 - 락샨 바니 에테마드

### LTA 패키지
- 레들 대령 - 이스트반 자보
- 아버지 - 이스트반 자보
- 좋은 친구들 - 마틴 스코세이지
- 메피스토 - 이스트반 자보
- 택시 드라이버 - 마틴 스코세이지
- 더 울프 오브 월 스트리트 - 마틴 스코세이지

### 인도 75
- 애건턱 - 사티야지트 레이
- 에어리프트 - 라자 메논
- 블라인드 멜로디 - 스리람 라그하반
- Chidambaram - G. Aravindan
- Eigi Kona - Maipaksana Haorongbam 외 1명
- 가이드 - 비제이 아난드
- Joymoti - 마누 보라
- 행복까지 30일 - M. 마니칸단
- Kabuliwala - 타판 신하
- Sujata - Bimal Roy
- 워터 워터 - K. 블라챈더
- Shree 420 - 라즈 카푸르
- Sandhya Raga - S.K. Bhagvan
- Sagara Sangamam - K. Viswanath

### 스포츠 패키지
- The CHAMPION OF AUSCHWITZ - MACIEJ BARCZEWSKI
- 파이터 - 윤재호
- 올가 - 엘리 그레이프
- Rookie - Lieven Baelen

## 같이 보기
- 제50회 인도 국제 영화제